# 香港—菲律賓關係
香港與菲律賓關係，是指歷史上的香港和菲律賓、以至現在香港與菲律賓共和國之間的雙邊關係。

## 歷史
菲律賓裔社群在香港的形成可追溯到19世紀晚期，菲律賓的富裕階層樂意將子女送往香港接受教育，並且在美國統治時期有增加的趨勢。菲律賓民族英雄黎剎在回菲參與爭取脫離殖民統治的革命運動前，1891年曾短暫在香港行醫，香港古物古蹟辦事處在他故居舊址設立了紀念牌匾。香港也曾是埃米利奧·阿奎納多等菲律賓革命派流亡之地。
從第二次世界大战完結至1950年代，不少菲律賓的華裔商人與其他海外華商一樣，把香港視作保存資金的合適地點，並在香港展開投資，例子有菲律賓華商蔡天普興建重慶大廈。
菲律賓駐港領事館於1947年3月設立，設立之初，領事館於香港滙豐總行大廈辦公，其後辦公地點多次更改；領事館於1958年被提升為總領事館。1995年11月，香港、菲律宾及另外4個國家签訂了多边资金援助协定，規定如某一签訂地区出现經濟问题，就可以向其他签訂地区要求援助。
2010年8月，一批香港游客在马尼拉遭到劫持，合共有15名香港游客在劫持事件中受傷或身亡。劫持事件影響到香港市民對菲律賓的觀感；香港大學在同年11月進行民意調查，發現受訪者對菲律賓政府的觀感淨值為-77%，對菲律賓人民的觀感淨值是-11%。2013年10月，梁振英與菲律賓總統阿奎諾三世在2013印度尼西亞APEC峰會期間會面，商討如何解決劫持事件；梁振英向阿奎諾三世傳達死者家属和伤者所提出的四項要求（四項要求為道歉、賠償、懲處相關人員和保證同類事件不會再發生），阿奎諾三世明確指出菲律賓政府不會道歉。
2013年11月，香港立法會通過無約束力動議，要求香港政府經濟制裁菲律賓，促使對方盡快解決人質劫持事件衍生的問題；與會的立法會議員各自提出不同的制裁方案，包括發動網上輿論攻勢、限制菲律賓傭工到香港工作、暫停菲律賓旅客免簽證待遇等。同月，菲律賓遭到超強颱風海燕吹襲，傷亡嚴重，香港政府向立法會申請撥款賑災，亦有非政府組織自發向當地提供援助；由於人質劫持事件當時尚未解決，有港人質疑是否應援助菲律賓。
2014年初，香港特別行政區行政長官梁振英宣布由於港府与菲律宾政府的谈判期限已过，港府將會對菲律賓實施制裁，暂停菲律宾外交或公务护照持有人在入境香港時享有的14天免签证待遇。2014年4月，梁振英宣布兩地政府已就劫持事件達成共識，並發表聯合公告，陳述解決劫持事件的方案；他宣佈港府將取消對菲律賓的制裁措施，香港與菲律賓之間的雙邊關係亦已回復正常。同年11月，有香港傳媒報道9名在印尼APEC峰會追訪阿奎諾三世的香港記者被菲律賓當局列入黑名單；菲律賓當局隨即否認，但其後承認黑名單的存在，並宣佈將會「撤銷針對外國記者的黑名單」。

## 經貿關係
- 香港出口到菲律宾的产品（2012年）[14]
- 菲律宾出口到香港的商品（2012年）[15]

截至2013年，菲律賓是香港第18大的貿易夥伴，亦是香港第15大的出口市場、第15大的進口來源地、以及第23大的轉口市場。兩地在2013年的雙邊貿易總額為639億港元；其中，香港出口到菲律賓的總額為6億港元，菲律賓出口到香港的總額為420億港元，經香港轉口到菲律賓的總額則是213億港元。香港出口到菲律賓的貨品主要有煙草、用於特定工業用途的機械和電機機械，而菲律賓出口到香港的貨品則包括辦公室器材、自動資料處理器、電機機械、電訊設備等；香港亦是中國內地與菲律賓之間的轉口港，經香港轉口至菲律賓的貨品有辦公室器材、電機機械、電訊設備等。

## 勞工輸入
來自菲律賓的女傭是香港外籍家庭傭工中的主流，是香港一個人口不少的社群，簡稱「菲傭」。2006年香港菲傭人口約11萬，至2022年約19萬人，佔所有外籍家庭傭工的56%。
香港成為英国殖民地之初，一些政府官员和富商已會從东南亚国家聘用保姆或僕人，但當時的平民家庭甚少會僱用外傭；第二次世界大战完結後，香港湧現大批外籍佣工，其中菲律宾人到香港當女傭可追溯至1970年代。然而，在第二次世界大战後，有華裔血統的菲律賓富裕階層，亦曾有從香港引入華人女傭的現象。

## 文化關係
1940年代，一批來自菲律賓的音樂人從上海遷到香港，亦有部份菲律賓人來香港從事音樂事業。據香港填詞人黃霑所述，當時在香港高級夜總會演奏的樂隊均為菲律賓樂隊，其中位於北角的麗池夜總會是香港第一間聘請菲律賓樂隊的夜總會，而夜總會樂隊的領班正是香港菲律賓裔歌手杜麗莎的祖父，而香港流行音樂的編曲及演奏工作亦大多由菲律賓音樂人負責。這批菲律賓音樂人對香港流行音樂作出貢獻，其中包括1983年十大中文金曲頒獎音樂會金針獎得主奧金寶、香港電影金像獎最佳原創電影音樂得主鮑比達及戴樂民、十大中文金曲頒獎音樂會最佳中文（流行）歌曲獎得主盧東尼，以及十大勁歌金曲頒獎典禮最佳編曲杜自持等。
如中華人民共和國香港特別行政區護照持有人欲前往菲律賓，他們只要持有回程或轉機機票，便可在菲律賓免簽證逗留14天；欲前往香港旅遊的菲律賓公民亦可免簽證在港逗留14天。人質挾持事件發生後，香港政府對菲律賓發出黑色外遊警示，呼籲香港市民勿前往當地，但仍有香港旅客以自助旅遊的方式前往菲律賓；2014年4月，港府解除對菲律賓的黑色外遊警示，把警示級別降低至黃色，香港的旅行社可恢復舉辦往菲律賓的旅行團。
第38屆香港國際電影節特別舉行了「菲律賓之日」，放映菲律賓出品的電影《末日殺神》和《黐孖妹前傳終結篇》，票房收益將捐贈家園遭到颱風海燕摧毀的災民。

## 外部連結
- 菲律賓駐港總領事館官方網站 （页面存档备份，存于）（英文）
- (PDF). 立法會秘書處. 1999  [2015-02-21]. 立法會文件編號 IN 4/99-00. （原始内容存档 (PDF)于2019-10-30）. （页面存档备份，存于）